# クディルコス・ナウミエスティス
クディルコス・ナウミエスティス（リトアニア語: Kudirkos Naumiestis  発音）は、リトアニア・マリヤンポレ郡の都市。シャケイから南西に25kmに位置する、ロシア・カリーニングラード州との国境沿いの街であり、シェシュペ川とシルヴィンタ川の合流点に位置する。

## 歴史

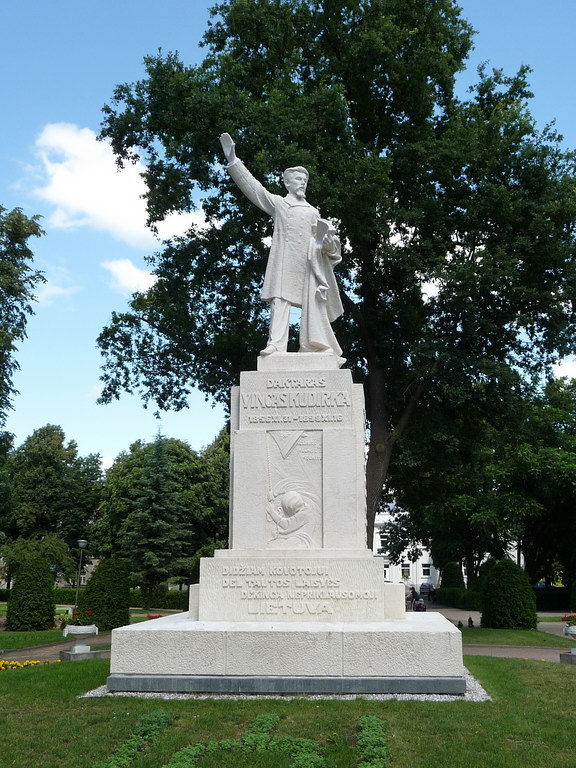
クディルカの記念碑（1934年建立）

1561年、「ドゥオリエバイチャイ」 (Duoliebaičiai) として文献に登場する。ハプスブルク家のツェツィーリアがポーランド王ヴワディスワフ4世と結婚したことから、1639年には都市名が「ヴラディスラヴォヴァス」（リトアニア語: Vladislavovas、ポーランド語: Władysławów）に名称変更された。1643年、ヴワディスワフ4世がこの街に都市としての権利を授与。しかし都市として浸透することはなく、その後も「町」や「新町」として知られるようになった。なおドイツ語の市名 Neustadt-Schirwindt（ノイシュタット＝シルヴィント） はシルヴィンタ川（リトアニア語: Širvinta、ドイツ語: Schirwindt）に由来する。
1900年、街は「新町」を意味するナウミエスティス（Naumiestis）と呼ばれるようになる。タウラゲ郡にも同名の町があったこともあり、1895年から1899年までこの街に住んでいたヴィンツァス・クディルカに因んで、1934年、「クディルコス・ナウミエスティス」（クディルカの新町、の意）に改称された。なお、タウラゲ郡のナウミエスティスは、同時期にジェマイチュー・ナウミエスティスと呼ばれるようになり、両者が区別されるようになった。

### ユダヤ人
街にはユダヤ人コミュニティもあり、多くのラビやユダヤ人学者を派出してきた。街はイディッシュ語で ניישטאט שאקי (Nayshtot Shaki) と呼ばれていた。第二次世界大戦前までは約3,000人のユダヤ人がこの街に住んでいた。ジャーナリストで作家の Herman Bernstein は1876年にこの街で生まれた。またラビの Abba Hillel Silver も1893年、ここに生まれた。

## 人口
- 1892年 - 9,000人
- 1923年 - 3,067人
- 1970年 - 2,486人
- 1974年 - 2,300人
- 1976年 - 2,100人
- 1979年 - 2,090人
- 1989年 - 2,061人
- 2001年 - 1,997人